# Laigny
Laigny ist eine französische Gemeinde mit 184 Einwohnern (Stand 1. Januar 2022) im Département Aisne in der Region Hauts-de-France. Sie gehört zum Arrondissement Vervins, zum Kanton Vervins und zum Gemeindeverband Thiérache du Centre.

## Geographie
Die Gemeinde Laigny liegt in der Landschaft Thiérache, vier Kilometer nordwestlich von Vervins. Nachbargemeinden von Laigny sind Sorbais im Norden, Étréaupont im Nordosten, Fontaine-lès-Vervins im Osten, Voulpaix im Süden, Haution im Westen sowie Autreppes im Nordwesten.

## Bevölkerungsentwicklung
| Jahr                       | 1962 | 1968 | 1975 | 1982 | 1990 | 1999 | 2006 | 2014 | 2022 |
| Einwohner                  | 311  | 287  | 247  | 249  | 258  | 221  | 234  | 204  | 184  |
| Quellen: Cassini und INSEE |      |      |      |      |      |      |      |      |      |

## Sehenswürdigkeiten
- Wehrkirche Saint-Martin

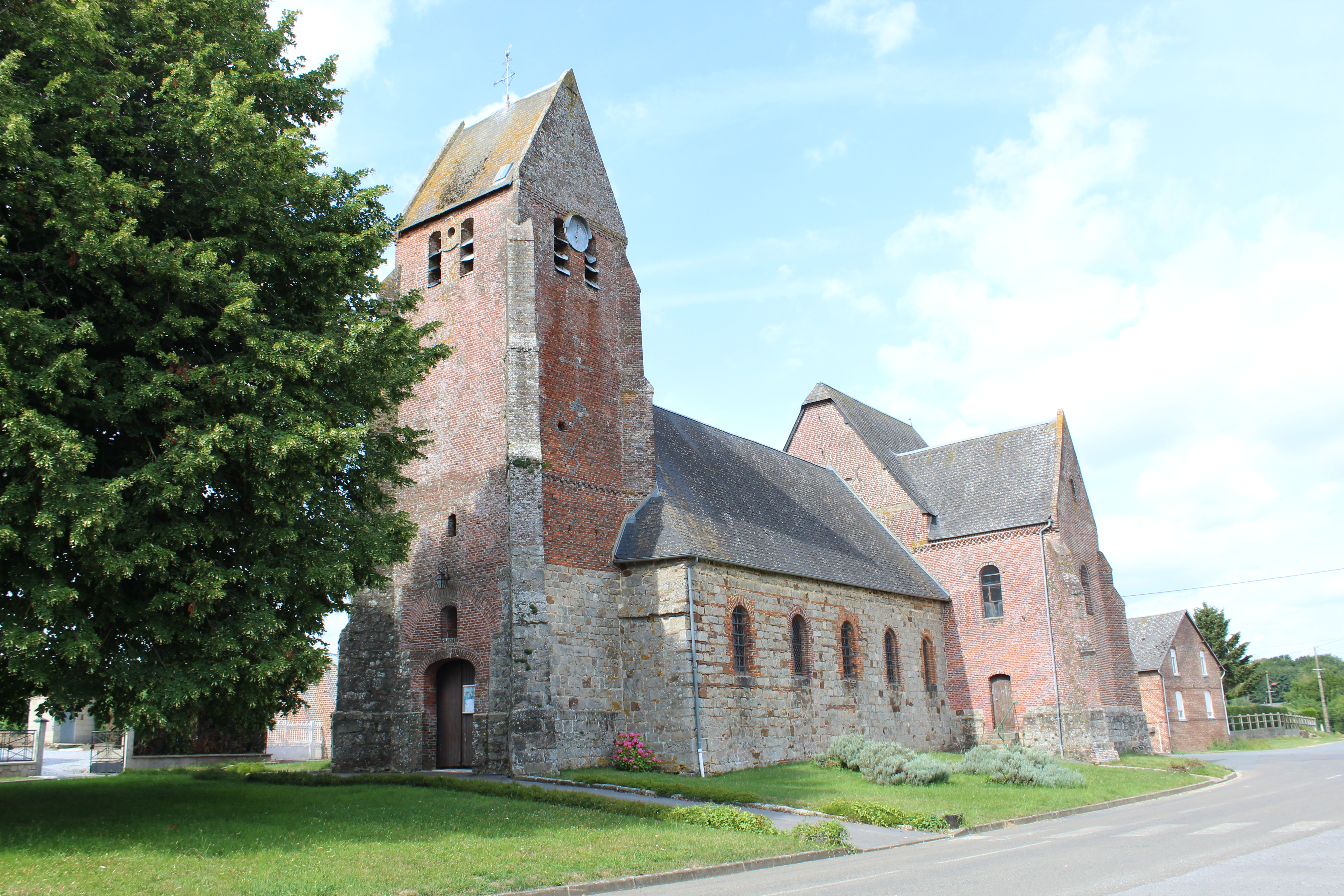
Kirche Saint-Martin
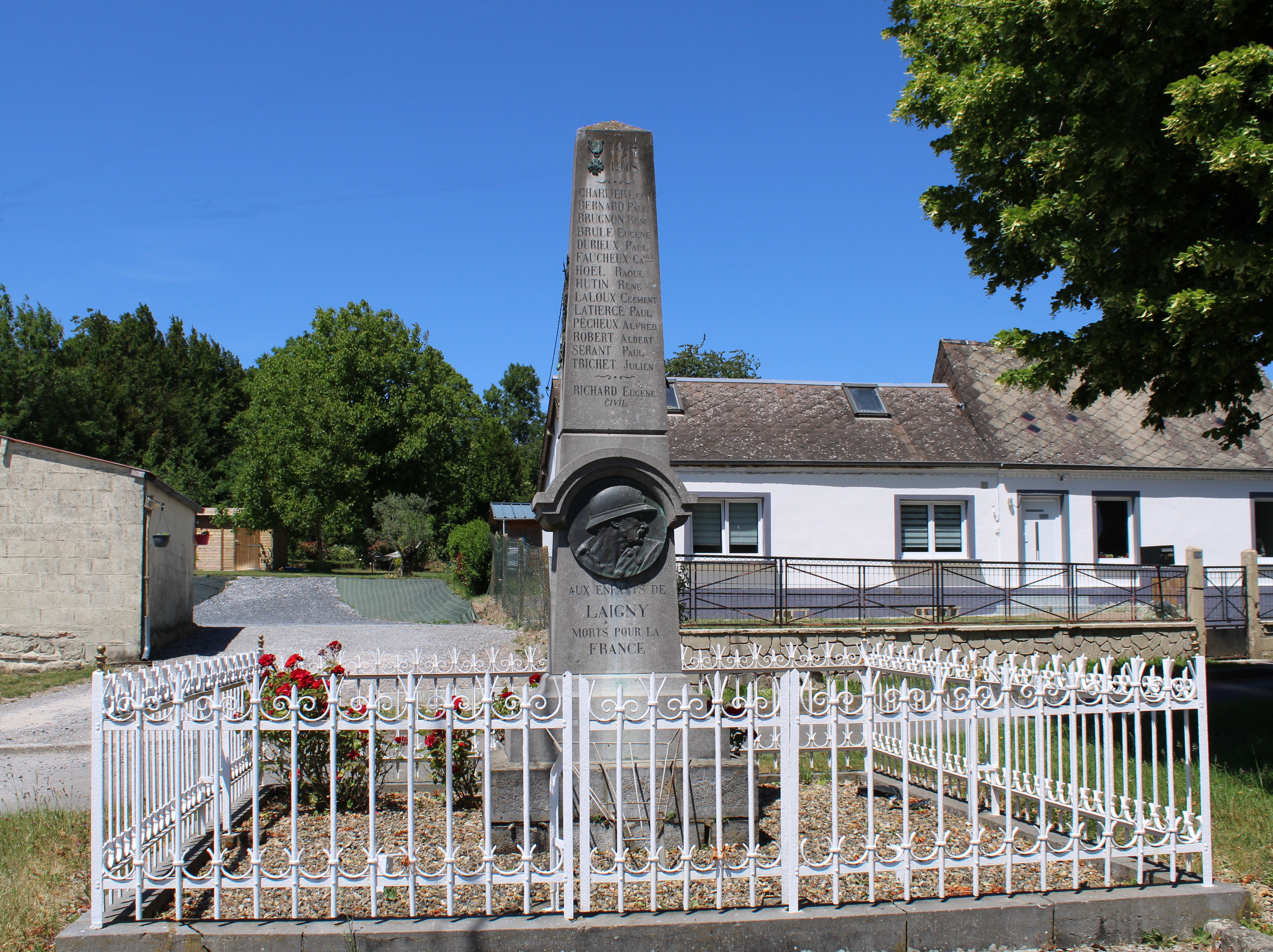
Gefallenendenkmal